# سانت
سانت (انگلیسی: Santes)یک کمون در بخش نور در شمال فرانسه است و بخشی از متروپل اروپایی لیل است.